# Гиг VII де Форе

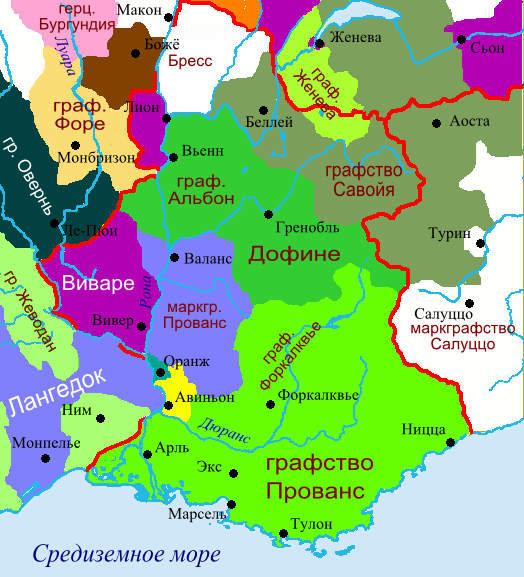
Графство Форе на карте Бургундии

Гиг VII (фр. Guigues VII de Forez; 19 апреля 1299 — 23 июня 1358) — граф Форе с 1334 года. Сын Жана I де Форе и его первой жены Аликс де Вьеннуа.
Верный сторонник короля Филиппа VI. Участник Северной кампании (1338—1340) Столетней войны, в которой возглавлял отряд сеньоров и рыцарей Форе.
С 1345 года королевский лейтенант в Турени, Анжу, Мэне, Пуату, Онисе и Сентонже.
Продолжил отцовскую политику земельных приобретений. Купил сеньории Сен-Жермен-Лаваль, Фонтане и другие (1343).
В 1357 году возглавил отряд из 400 лучников, который помог дофину Вьеннскому изгнать англичан, вторгшихся в его владения.

## Семья
Жена (3 августа 1324) — Жанна де Клермон (ок. 1311 — ок. 1382), дама де Юссель и де Бессе, дочь Людовика I, графа де Клермон, сеньора де Бурбон.
Дети:
- Жанна (10 мая 1337 — 17 февраля 1369), муж — Беро II, дофин Оверни
- не известный по имени ребёнок, возможно — Жасеран де Форе, аббат монастыря Сен-Пьер-де-Вьен
- Людовик I (16 марта 1339 — погиб в битве при Бринье 6 апреля 1362), граф Форе
- Жан II де Форе (1343 — 15 мая 1372), граф Форе
- Одиль, умерла молодой.